# Live at the Hollywood Palladium (December 15, 1988)
Live at the Hollywood Palladium (December 15, 1988) är ett livealbum av Keith Richards & The X-Pensive Winos, utgivet 1991. Det spelades in 1988 i Hollywood och innehåller både låtar från Richards solodebutalbum Talk Is Cheap (1988) och klassiska Rolling Stones-låtar, däribland "Time Is On My Side" sjungen av Sarah Dash.

## Låtlista
Samtliga låtar skrivna av Keith Richards och Steve Jordan.
1. "Take It So Hard" - 4:27
2. "How I Wish - 4:04
3. "I Could Have Stood You Up - 4:29
4. "Too Rude" (Lydon Roberts/Sly Dunbar/Robbie Shakespeare) - 7:46
5. "Make No Mistake - 6:29
6. "Time Is On My Side" (Norman Meade) - 4:32
7. "Big Enough - 3:45
8. "Whip It Up - 5:34
9. "Locked Away - 5:48
10. "Struggle - 4:35
11. "Happy" (Mick Jagger/Keith Richards) - 7:07
12. "Connection" (Mick Jagger/Keith Richards) - 2:33
13. "Rockawhile - 6:16

## Medverkande
- Keith Richards - gitarr, sång
- Waddy Wachtel - gitarr, sång
- Ivan Neville - keyboard, gitarr, sång
- Charley Drayton - bas, sång, trummor
- Steve Jordan - trummor, sång, bas, keyboard
- Bobby Keys - saxofon
- Sarah Dash - sång